# Round Harbour 3
Round Harbour 3 ou Round Harbour (Fortune Bay) foi uma pequena vila localizada na Baía de Fortune desde 1864. Está localizada a noroeste de Harbour Breton.